# Meteorus achterbergi
Meteorus achterbergi är en stekelart som beskrevs av Trevor Huddleston 1983. Meteorus achterbergi ingår i släktet Meteorus och familjen bracksteklar. Inga underarter finns listade i Catalogue of Life.